# Marco de Gastyne
Marco de Gastyne, eigentlich Marc Henri Benoist (* 15. Juli 1889 in Paris; † 8. November 1982 ebenda) war ein französischer Cartoonist, Filmregisseur, Drehbuchautor und Filmarchitekt.

## Leben
Der Sohn des Schriftstellers Jules Benoist, der unter dem Namen Jules de Gastyne publizierte, arbeitete in der Zeit des Ersten Weltkrieges als Cartoonist und Illustrator für das Magazin La Baïonette.
Bekannt wurde de Gastyne als Regisseur des Films La merveilleuse vie de Jeanne d'Arc nach einem Drehbuch von Jean-José Frappa mit Simone Genevois in der Hauptrolle. Als Szenenbildner wirkte er bereits 1918 an dem Film La sultane de l'amour mit, als Art Director 1924 an Le diable dans la ville. Für seine erste Regiearbeit, À l'horizon du sud (1923), verfasste er auch selbst das Drehbuch.
Sein Bruder war der Filmarchitekt Guy de Gastyne.

## Filmografie
- 1918: La sultane de l’amour, (Filmbauten)
- 1922: Inch’Allah, (Regie mit Franz Toussaint)
- 1923: À l’horizon du sud, (Regie und Drehbuch)
- 1924: Le diable dans la ville, (Art Director)
- 1924: La blessure, (Regie)
- 1926: Die Schloßherrin vom Libanon (La châtelaine du Liban), (Regie)
- 1926: La madone des sleepings, (Drehbuch und Regie mit Maurice Gleize)
- 1927: Mon coeur au ralenti, (Regie)
- 1928: La merveilleuse vie de Jeanne d’Arc, (Regie)
- 1930: Une belle garce, (Regie)
- 1930: Mon coeur au ralenti, (Regie)
- 1932: Une fine partie, (Regie)
- 1932: Le chimpanzé, (Regie)
- 1932: Claudie dompteuse, (Regie)
- 1932: La bête errante, (Regie)
- 1933: Rothchild (Rothchild), (Regie)
- 1935: Vas-y, tue-moi!, (Regie)
- 1937: La reine des resquilleuses, (Regie)
- 1950: Bistro, (Regie)
- 1955: Le masque de Toutankhamon, (Regie)
- 1960: Les Fugitives, (Regie)
- 1962: Trique, gamin de Paris, (Regie)
- 1964: Douchka, (Regie und Drehbuch)